# 2018년 다마스쿠스 및 홈스 공습
2018년 다마스쿠스 및 홈스 공습은 2018년 4월 14일 시리아 수도 다마스쿠스와 시리아 서부 홈즈에 대한 미국, 영국, 프랑스의 연합 공습을 말한다.

## 역사

### 미국
2018년 4월 9일, 시리아 정부군이 동구타의 친미 반군에게 화학무기 공격을 가하자, 트럼프 대통령은 시리아 대통령을 짐승이라고 맹비난하면서, 48시간 이내에 군사작전에 대한 중대결정을 할 것이라고 선포했다. 그러나 2일을 넘긴 14일 새벽에 전격적인 화학무기 시설에 대한 공습을 단행했다.
11일, 노퍽 해군기지의 USS 해리 S. 트루먼 항공모함이 시리아를 향해 출항했다. 트럼프 대통령이 대규모 공습을 생각하고 있다는 의미이다.

### 영국

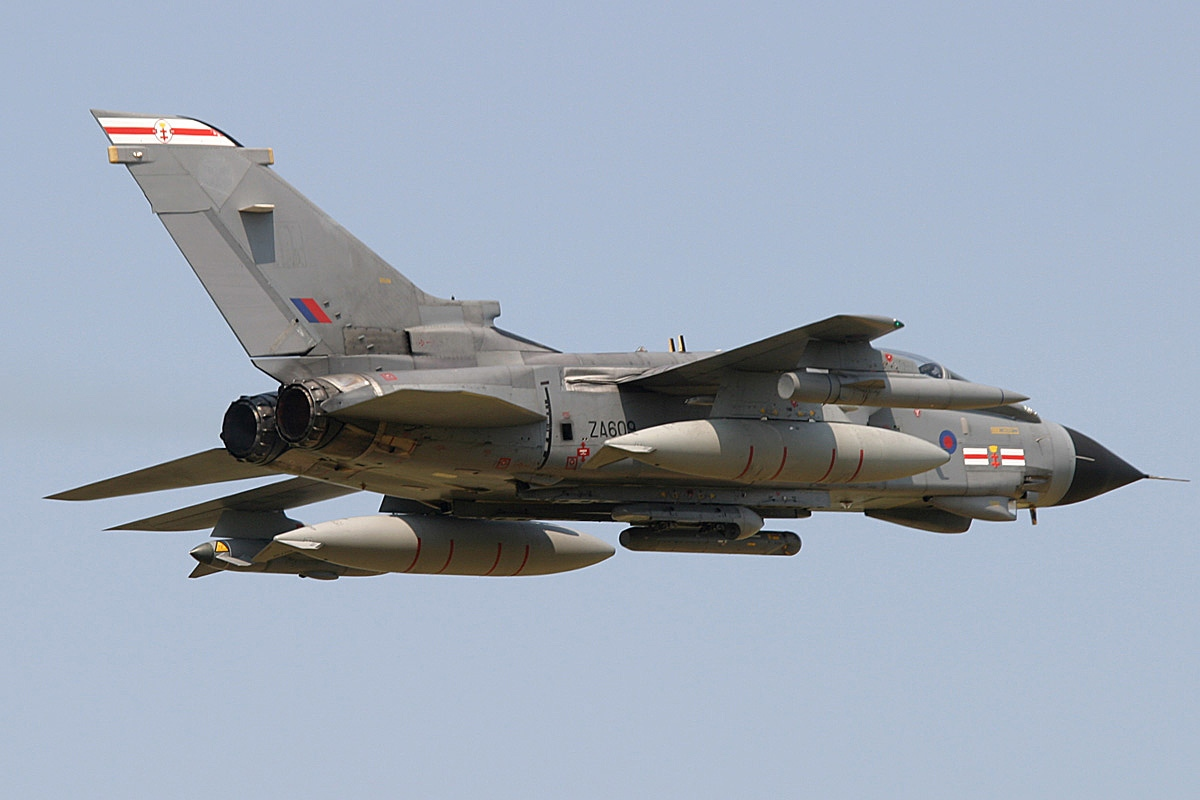
영국 공군의 토네이도 GR4 전폭기

영국 공군은 키프로스의 아크로티리 공군기지에서 출격한 토네이도 GR4 전폭기 4대가 연합 공습 작전에 참가했다. 아크로티리 공군기지에서 홈스까지는 340 km, 다마스쿠스까지는 320 km 거리이다.
2018년 4월 14일(현지시간) 새벽, 시리아 수도 다마스쿠스에서 최소 6번의 큰 폭발이 발생해 연기가 피어올랐다. 한 목격자는 로이터에 과학연구센터가 위치한 다마스쿠스 바르자 지역이 공격받았다고 말했다. 시리아 국영 매체는 시리아군이 다마스쿠스 남쪽에서 미사일 13발을 요격했다고 보도했다. 영국 국방부는 다마스쿠스 북쪽 도시 홈스 서쪽의 화학무기 원료저장시설도 공습 목표물이라고 밝혔다.

### 프랑스

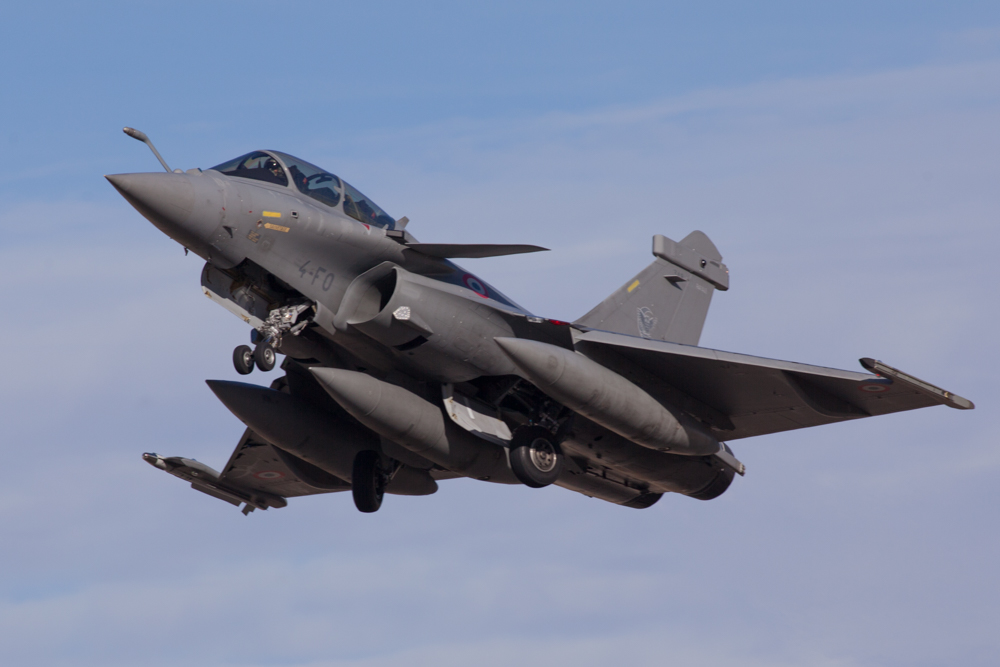
프랑스 공군의 다소 라팔 전투기

프랑스는 과거 시리아 공습에 핵 추진 항공모함 샤를 드골호와 함재기인 라팔 전폭기를 투입해왔다. 그러나 샤를드골호가 대대적인 성능 개선 작업에 들어감에 따라 프랑스는 지중해 동부에 배치된 아키텐급 호위함 1번함인 아키텐호를 출격시키는 방안을 검토중이다.
에마뉘엘 마크롱 프랑스 대통령은 프랑스 북동부에 있는 생디지에 공군기지에서 직접 라팔, 미라주 2000 전투기들을 발진하는 방안을 검토 중이다. 생디지에 공군기지에서 시리아 홈스까지는 3000 km 떨어져 있다.
프랑스는 이번 공습을 위해 밤에 출격하는 라팔 전투기 편대의 동영상을 공개했다. 영국과 같이 전투기 1개 편대 4대를 파병한 것으로 보인다.
2011년 3월 19일, 아르마탕 작전에서, 프랑스 생 디지에 로빈슨 공군기지에서 이륙한 라팔 전투기 8대가 리비아 벵가지 상공에 진입해 정찰임무에 돌입했다. 생디지에 로빈슨 공군 기지는 벵가지에서 2235 km 떨어져 있다. 이번 작전에는, 벵가지에서 2222 km 떨어져 있는 프랑스 아보르 공군기지에서 6대의 KC-135 공중급유기와 E-3 센트리 조기경보기 1대도 참전했는데, 라팔 전투기는 중간에 공중급유를 받았으며, 조기경보기의 지휘를 받았다. 라팔 전투기가 벵가지 남쪽의 리비아 육군 탱크 4대를 파괴했다.

### 러시아
리아노보스티 통신은 시리아 관영 사나 통신을 인용해 시리아 정부군이 수도 다마스쿠스에서 남쪽으로 15km 떨어진 도시 키스바 지역에서 13발의 미사일을 격추했으며, 다마스쿠스의 공항은 공격받지 않았다고 보도했다.
- 아크로티리 데켈리아

## 같이 보기
- 2017년 샤이라트 미사일 공습
- 오디세이 새벽 작전